# Micromyrtus hymenonema
Micromyrtus hymenonema là một loài thực vật có hoa trong Họ Đào kim nương. Loài này được (F.Muell.) C.A.Gardner mô tả khoa học đầu tiên năm 1931.